# Nils Holgersson

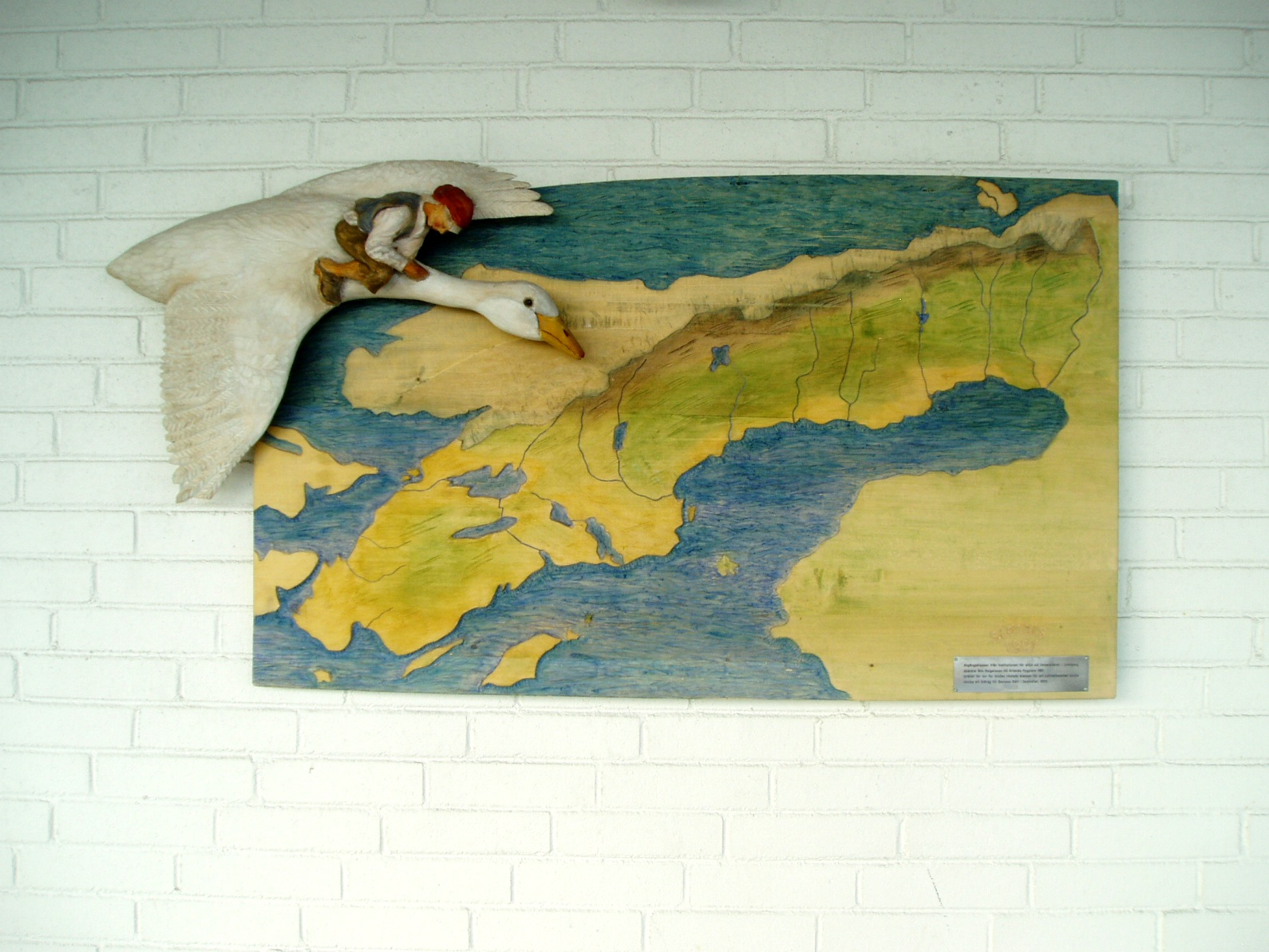

Nils Holgersson svéd mesefigura Selma Lagerlöf Nils Holgersson csodálatos utazása Svédországon át (svédül: Nils Holgerssons underbara resa genom Sverige) című világhírű regényéből. Az írónő bevallott célja a könyvvel a gyerekek számára egy élvezetes földrajzkönyvet írni Svédországról.

## Történet
A mese szerint Nils 1884-ben született, és a dél-svédországi Västra Vemmenhög nevű kis faluban élt szüleivel egy tanyán. 14 éves korában rosszalkodásai és gonoszsága miatt büntetésül törpévé varázsolta egy házimanó, melynek eredményeképp kb. 20 cm-esre zsugorodott, és megértette az állatok nyelvét. Miután törpe lett, március 20-án vasárnap az északra tartó vadludak társaságában útnak eredt a házi lúddal, Mártonnal.
Az írónő nem jelölte meg konkrétan, melyik évben játszódik a történet (csak éppen azt, hogy 1884-ben született és 14 éves volt Nils). Azonban a valóságos helyszínek jellege, a stockholmi Skansen megléte és a húsvét nap pontos megjelölésével kiderül, hogy 1898-ban járunk. Az utazás március 20-án kezdődik és ugyanazon év november 8-án ér véget.
Nils Holgersson az útja során eljut egészen Lappföldig, majd visszatér szülőházához. A hosszú hónapok alatt sok jót tesz, ezért a manó hazatértekor, november 8-án visszavarázsolja eredeti méretére.
Selma Lagerlöf 1909-ben irodalmi Nobel-díjat kapott, melyben nem kis része volt az 1906-1907-ben kiadott, és fergeteges sikert elért mesének, mely eredetileg földrajztankönyvnek készült az általános iskolások számára.
A svéd gyerekek körében évtizedekig a legnépszerűbb olvasókönyv volt, a világ számtalan nyelvére lefordított változata a mai napig érdekes olvasmány. Svédországban a könyv az 1950-es évektől veszített népszerűségéből régies, nehézkes nyelvezete miatt.
Film, majd 1980-ban svéd–csehszlovák–japán koprodukcióban 52 részes rajzfilm készült a meséből. A rajzfilm első magyarországi bemutatásakor (1988) hazánkban is hódított, népszerűségére való tekintettel a következő évben ismételten levetítették. (lásd: Nils Holgersson csodálatos utazása a vadludakkal)
Nils kalandjaiból képregény is megjelent a Semic Interprint gondozásában 1992-ig. Néhány szereplő: Nils, Pocok, Márton, Akka, Ingrid, Lasse, Gereben gólya, Szmörre, a róka.

## Érdekességek
A 2016 június 30-ig érvényes svéd 20 koronás hátlapján Nils Holgersson volt látható, amint Márton lúd nyakán ül. Az első oldalán pedig a szerző, Selma Lagerlöf.

## Magyarul
- Lagerlöf Zelma: Niels Holgersen csodálatos utazása a vadludakkal; ford. Tábori Piroska; Tarka Könyvek, Bp., 1921, 32 p. (Tarka könyvek) Online
- Csodálatos utazás. Nils Holgersson útja a vadludakkal; ford. G. Beke Margit, ill. Belatiny Braun Olga; Athenaeum, Bp., 1937
- Nils Holgersson csodálatos utazása; ford. G. Beke Margit, ill. Kass János; Móra, Bp., 1958, 350 p.
- Nils Holgersson csodálatos utazása. Meseregény; ford., átdolg. Beke Margit, utószó T. Aszódi Éva, ill. Kass János, K. Lukáts Kató; Móra, Bp., 1962 (Az én könyvtáram. Az ifjúsági irodalom remekei)
- Gorgo, a sasfióka; ford. Szilágyi Domokos; Ifjúsági, Bukarest, 1964 (Mesetarisznya) – részlet
- Nils Holgersson. Selma Lagerlöf elbeszélése nyomán; ford. Hamvas-Reviczky Katalin; Tünde, Bp., 1989
- Nils Holgersson csodálatos utazása a vadludakkal; ford. Kertész Judit; Interprint, Bp., 1989 (képregény)
- Nils Holgersson csodálatos utazása; röv., átdolg. Ilse Binting, ill. Oliver Regener, ford. Szabó Mária; Ciceró, Bp., 2006 (Klasszikusok kisebbeknek)